# Liste der Mitglieder des Provinziallandtags der Rheinprovinz (7. Sitzungsperiode)
Diese Liste nennt die Mitglieder des 7. Provinziallandtages der Rheinprovinz 1843.

## Hintergrund
Der Provinziallandtag der Rheinprovinz bestand aus 75 Mitglieder, die sich in vier Kurien aufteilten. Die erste Kurie bestand aus vier Standesherren, die über Virilstimmen verfügten. Die Standesherren konnten sich vertreten lassen. Die zweite Kurie bestand aus den Vertretern der Ritterschaft, diese wurden in zwei Wahlkreisen (Regierungsbezirke Koblenz/Trier/Köln und Regierungsbezirke Aachen/Düsseldorf) gewählt. Die dritte Kurie bildeten die Vertreter der Städte. Diese wurden in indirekter Wahl bestimmt. Die vierte Kurie bildeten die Landgemeinden. Diese wählten die Vertreter in doppelt indirekter Wahl: Die Urwähler wählten Wahlmänner, diese dann Bezirkswähler. Wahlkreise waren die Landkreise. Für die Abgeordneten wurden jeweils auch Stellvertreter gewählt.
Der Provinziallandtag der Rheinprovinz trat in seiner 7. Sitzungsperiode vom 14. Juni 1843 bis zum 20. Juli 1843 zusammen. 

## Liste der Abgeordneten
| Kurie                                | Wahlkreis | Abgeordneter                                                       | Anmerkung                                                                           |
| ------------------------------------ | --- | ------------------------------------------------------------------ | ----------------------------------------------------------------------------------- |
| Stand der Fürsten, Grafen und Herren | | Fürst Ferdinand zu Solms-Braunfels                                 | Carl von Raesfeld                                                                   |
| Stand der Fürsten, Grafen und Herren | | Fürst Ludwig zu Solms-Hohensolms-Lich                              | Landtagsmarschall                                                                   |
| Stand der Fürsten, Grafen und Herren | | Fürst Hermann zu Wied                                              | Prinz Carl zu Wied                                                                  |
| Stand der Fürsten, Grafen und Herren | | Edmund Graf von Hatzfeld-Wildenburg                                |                                                                                     |
| Stand der Fürsten, Grafen und Herren | | Fürst Joseph zu Salm-Reifferscheidt-Dyck                           | Dyk bei Neuss                                                                       |
| Ritterschaft                         | Koblenz/Trier/Köln | Clemens von Boos-Waldeck                                           | Landrat, Koblenz                                                                    |
| Ritterschaft                         | Koblenz/Trier/Köln | Franz Anton Kayser                                                 | Kommerzienrat, Trier                                                                |
| Ritterschaft                         | Koblenz/Trier/Köln | Adolf Carl Raitz von Frentz                                        | Landrat, Schlenderhahn                                                              |
| Ritterschaft                         | Koblenz/Trier/Köln | Dr. Everhard von Groote                                            | Stadtrat, Köln, Vize-Landmarschall                                                  |
| Ritterschaft                         | Koblenz/Trier/Köln | Philipp von Kempis                                                 | Kendenich                                                                           |
| Ritterschaft                         | Koblenz/Trier/Köln | Karl Friedrich von Loë                                             | Wissen                                                                              |
| Ritterschaft                         | Koblenz/Trier/Köln | Clemens Wenzelslaus Freier und Edler Herr von und zu Eltz-Rübenach | Wahn                                                                                |
| Ritterschaft                         | Koblenz/Trier/Köln | Freiherr Clemens August Waldbott von Bassenheim-Bornheim           | Bergerhausen                                                                        |
| Ritterschaft                         | Koblenz/Trier/Köln | Maximilian von Loë                                                 | Allner                                                                              |
| Ritterschaft                         | Koblenz/Trier/Köln | Freiherr Ludwig Spieß von Büllesheim                               | Kammerherr, Düsseldorf                                                              |
| Ritterschaft                         | Koblenz/Trier/Köln | Freiherr Carl von Nordeck                                          | Hemmerich                                                                           |
| Ritterschaft                         | Koblenz/Trier/Köln | Freiherr Gerhard von Carnap-Bornheim                               | Bornheim                                                                            |
| Ritterschaft                         | Aachen/Düsseldorf | Friedrich Joseph Coels von der Brügghen                            | Landrat, Aachen                                                                     |
| Ritterschaft                         | Aachen/Düsseldorf | von Nievenheim                                                     | Cadenhausen                                                                         |
| Ritterschaft                         | Aachen/Düsseldorf | Peter von Rath                                                     | Lauersfort                                                                          |
| Ritterschaft                         | Aachen/Düsseldorf | Wilhelm von Steffens                                               | Regierungs- und Forstrat, Aachen                                                    |
| Ritterschaft                         | Aachen/Düsseldorf | Freiherr Ludwig Maximilian von Rigal-Grunland                      | Krefeld                                                                             |
| Ritterschaft                         | Aachen/Düsseldorf | Josef Wergifosse                                                   | Düren                                                                               |
| Ritterschaft                         | Aachen/Düsseldorf | Graf Franz von Nesselrode-Ehreshoven                               | Düsseldorf                                                                          |
| Ritterschaft                         | Aachen/Düsseldorf | Graf Hermann von Hompesch-Rurich                                   | Schloss Rurich                                                                      |
| Ritterschaft                         | Koblenz/Trier/Köln | Ludwig von Hymmen                                                  | Geheimer Regierungs- und Landrat, Bonn                                              |
| Ritterschaft                         | Aachen/Düsseldorf | Friedrich von Diergardt                                            | Geheimer Kommerzienrat, Viersen                                                     |
| Ritterschaft                         | Aachen/Düsseldorf | Freiherr Friedrich von der Heyden-Rynsch                           | Winkel                                                                              |
| Ritterschaft                         | Aachen/Düsseldorf | Freiherr Philipp von Hilgers                                       | Landrat, Neuwied                                                                    |
| Ritterschaft                         | Aachen/Düsseldorf | Balthasar Herbertz                                                 | Uerdingen                                                                           |
| Städte                               | Köln | Peter Heinrich Merkens                                             | Präsident der Dampfschiffahrtsgesellschaft, Köln                                    |
| Städte                               | Köln | Ludolf Camphausen                                                  | Präsident der Handelskammer, Köln                                                   |
| Städte                               | Aachen | Dr. Johann Peter Josef Monheim                                     | Apotheker, Aachen                                                                   |
| Städte                               | Düsseldorf | Gerhard Baum                                                       | Kommerzienrat, Düsseldorf                                                           |
| Städte                               | Koblenz | Hermann Josef Dietz                                                | Stadtrat, Koblenz                                                                   |
| Städte                               | Trier | Peter Ludwig Mohr                                                  | Bankier, Trier                                                                      |
| Städte                               | Elberfeld | August von der Heydt                                               | Handelsgerichtspräsident, Elberfeld                                                 |
| Städte                               | Barmen | Johann Schuchard                                                   | Kaufmann, Barmen                                                                    |
| Städte                               | Krefeld | Hermann von Beckerath                                              | Bankier, Krefeld                                                                    |
| Städte                               | Kreuznach, Kirn, Sobernheim, St. Goar, Boppard, Oberwinter, Bacharach, Stromberg                                                       | Josef Friedrich Brust                                              | Boppard                                                                             |
| Städte                               | Stromberg, Trarbach, Zell, Cochem, Mayen, Andernach, Ahrweiler, Sinzig, Remagen, Simmern                                               | Peter Josef Rottmann                                               | Beigeordneter, Simmern, als Stellvertreter                                          |
| Städte                               | Ehrenbreitstein, Vallendar, Bendorf, Neuwied, Linz, Wetzlar, Braunfels                                                                 | Jakob Reichard                                                     | Fabrikant, Neuwied                                                                  |
| Städte                               | Saarlouis, Saarbrücken, St. Johann, Ottweiler, St, Wendel, Baumholder                                                                  | Ludwig Heinrich Röchling                                           | Kaufmann, St. Johann                                                                |
| Städte                               | Merzig, Prüm, Bitburg, Wittlich, Bernkastel, Saarburg, Neuerburg                                                                       | Peter Joseph Limburg                                               | Bitburg                                                                             |
| Städte                               | Monschau, Eupen, Malmédy, St. Vith | Anton Wilhelm Hüffer                                               | Kommerzienrat, Eupen                                                                |
| Städte                               | Düren, Gemünd, Stolberg, Burtscheid | Leopold Schoeller                                                  | Kommerzienrat, Düren, danach vertreten durch Philipp Heinrich Pastor aus Burscheidt |
| Städte                               | Jülich, Eschweiler, Heinsberg, Erkelenz, Geilenkirchen mit Hünshoven, Linnich                                                          | Maximilian Flemming                                                | Kaufmann, Geilenkirchen                                                             |
| Städte                               | Bonn, Münstereifel, Euskirchen, Zülpich, Rheinberg                                                                                     | Friedrich Werth                                                    | Kommerzienrat, Bonn                                                                 |
| Städte                               | Deutz, Mülheim am Rhein, Gladbach, Gummersbach, Wipperfürth, Siegburg, Königswinter, Neustadt                                          | Karl August Koch                                                   | Kaufmann, Gladbach, als Stellvertreter                                              |
| Städte                               | Ratingen, Kaiserswerth, Angermund mit Gerresheim, Mettmann, Langenberg mit Hardenberg, Wülfrath, Velbert, Kronenberg, Steele, Hilden   | Karl Wilhelm Neviandt                                              | Kaufmann, Mettmann                                                                  |
| Städte                               | Duisburg, Mülheim an der Ruhr, Essen, Kettwig, Werden, Ruhrort, Dinslaken, Emmerich, Rees, Isselburg                                   | Franz Xaver Udalricus Aloysius Brockhoff                           | Kaufmann, Duisburg                                                                  |
| Städte                               | Kleve, Wesel, Goch, Gelder, Rheinberg, Moers, Orsoy, Xanten                                                                            | Johann Adolph Klöne                                                | Rentner, Wesel                                                                      |
| Städte                               | Neuss, Grevenbroich, Wevelinghoven, Gladbach, Viersen, Dahlen, Odenkirche, Rheydt, Uerdingen, Kempen, Süchtelen, Dülken, Kaldenkirchen | Thierry Preyer                                                     | Bürgermeister, Viersen, als Stellvertreter                                          |
| Städte                               | Lennep, Ronsdorf, Lüttringhausen, Radevormwald, Burg, Hückeswagen, Wermelskirchen                                                      | Karl Nörrenberg                                                    | Kaufmann, Hückeswagen, als Stellvertreter                                           |
| Städte                               | Solingen, Remscheid, Dorp, Gräfrath, Wald, Höhscheid mit Merscheid, Burscheid mit Leichlingen, Opladen mit Neukirchen, Hitdorf         | Josua Hasenclever                                                  | Kommerzienrat, Ehringhausen                                                         |
| Landgemeinden                        | Regierungsbezirk Aachen | Franz Josef Schmitz                                                | Bürgermeister, Heistert                                                             |
| Landgemeinden                        | Regierungsbezirk Aachen | Ludwig Josef Pilgram                                               | Bürgermeister, Kelz, als Stellvertreter                                             |
| Landgemeinden                        | Regierungsbezirk Aachen | Heinrich Jonen                                                     | Bürgermeister, Soller                                                               |
| Landgemeinden                        | Regierungsbezirk Aachen | Franz Anton Hubert Krosch                                          | Bürgermeister, Bettenhoven                                                          |
| Landgemeinden                        | Regierungsbezirk Trier | Nicolas Guittienne                                                 | Bürgermeister, Niedaltdorf                                                          |
| Landgemeinden                        | Regierungsbezirk Trier | Johann Gebert Gutsbesitzer, Temmels, als Stellvertreter            |                                                                                     |
| Landgemeinden                        | Regierungsbezirk Trier | Nikolaus Rheinhart                                                 | Gutsbesitzer, Ockfen                                                                |
| Landgemeinden                        | Regierungsbezirk Trier | Karl Vopelius                                                      | Gutsbesitzer, Sulzbach                                                              |
| Landgemeinden                        | Regierungsbezirk Trier | Johann Baptist Grach                                               | Gutsbesitzer, Zeltingen                                                             |
| Landgemeinden                        | Regierungsbezirk Koblenz | Johann Friedrich von Runkel                                        | Gutsbesitzer, Heddesdorf                                                            |
| Landgemeinden                        | Regierungsbezirk Koblenz | Bernhard Scheid Gutsbesitzer, Leubsdorf                            |                                                                                     |
| Landgemeinden                        | Regierungsbezirk Koblenz | Karl Zunderer                                                      | Gutsbesitzer, Kleeberg, als Stellvertreter                                          |
| Landgemeinden                        | Regierungsbezirk Koblenz | Matthias Josef Raffauf                                             | Gutsbesitzer, Wolken                                                                |
| Landgemeinden                        | Regierungsbezirk Koblenz | Mathias Peter Rech                                                 | Gutsbesitzer, Langenlonsheim                                                        |
| Landgemeinden                        | Regierungsbezirk Koblenz | Johannes Bepler                                                    | Gutsbesitzer, Kinzenbach, als Stellvertreter                                        |
| Landgemeinden                        | Regierungsbezirk Köln | Johann Leopold Schult                                              | Gutsbesitzer, Glessen                                                               |
| Landgemeinden                        | Regierungsbezirk Koblenz | Peter Eich                                                         | Gutsbesitzer, Büdingen                                                              |
| Landgemeinden                        | Regierungsbezirk Koblenz | Friedrich Kaspar Rohland                                           | Gutsbesitzer, Ründeroth                                                             |
| Landgemeinden                        | Regierungsbezirk Köln | Martin Fasbinder                                                   | Bürgermeister und Gutsbesitzer, Dünwald                                             |
| Landgemeinden                        | Regierungsbezirk Düsseldorf | Gisbert Lensing                                                    | Canonicus, Emmerich                                                                 |
| Landgemeinden                        | Regierungsbezirk Düsseldorf | Johann Heinrich van Loë                                            | Gutsbesitzer, Uedem                                                                 |
| Landgemeinden                        | Regierungsbezirk Düsseldorf | Urban Leven                                                        | Bürgermeister, Benrath                                                              |
| Landgemeinden                        | Regierungsbezirk Düsseldorf | August Uellenberg                                                  | Gutsbesitzer, Niederheidt                                                           |
| Landgemeinden                        | Regierungsbezirk Düsseldorf | Johann David Fellinger                                             | Gutsbesitzer, Rath, als Stellvertreter                                              |
| Landgemeinden                        | Regierungsbezirk Düsseldorf | Franz Joseph Aldenhoven                                            | Gutsbesitzer, Zons                                                                  |